# John Salley
John Thomas Salley (Brooklyn, 16 mei 1964) is een Amerikaans acteur en voormalig basketballer die viermaal het NBA-kampioenschap won. Tweemaal won hij de kampioensring met de Detroit Pistons, eenmaal met de Chicago Bulls en eenmaal met de Los Angeles Lakers. Salley was de eerste speler in de geschiedenis die NBA-kampioen werd met drie verschillende teams en de enige tot Robert Horry deze prestatie in 2005 evenaarde.

## Carrière
Salley speelde collegebasketbal van 1982 tot 1986 voor de Georgia Tech Yellow Jackets. In 1986 werd hij als elfde in de eerste ronde gekozen door de Detroit Pistons in de NBA draft. Hij speelde zes seizoenen voor de Pistons en werd tweemaal NBA-kampioen met hen in 1989 en opnieuw in 1990. In september 1992 werd hij geruild naar de Miami Heat voor Isaiah Morris en een draftpick. In juni 1995 werd hij gekozen door de Toronto Raptors in de NBA Expansion Draft.
In maart 1996 tekende hij bij de Chicago Bulls als een vrije speler en won een derde NBA-kampioenschap. In september 1996 tekende hij bij de Griekse topclub Panathinaikos BC maar speelde er maar een maand na problemen tussen Salley en coach Božidar Maljković. In het seizoen 1999/00 keerde hij terug uit pensioen en speelde nog 45 wedstrijden voor de Los Angeles Lakers waarmee hij een vierde titel won.
Na zijn spelerscarrière werd Salley een acteur die verscheen in verschillende films, televisieprogramma's en praatprogramma's. Van 2001 tot 2009 was hij presentator van Best Damn Sports Show Period waarvoor hij in 2004 en 2005 twee keer genomineerd werd voor de Emmy Award van Outstanding Studio Show.

## Erelijst
- NBA-kampioen: 1989, 1990, 1996, 2000
- Nummer 22 teruggetrokken door de Georgia Tech Yellow Jackets
- Georgia Tech Sports Hall of Fame: 1991[2]

## Statistieken

### Reguliere Seizoen
| Seizoen  | Team               | WG  | WS  | MPW  | 2P%  | 3P%  | FW%  | RPW | APW | SPW | BPW | PPW |
| -------- | ------------------ | --- | --- | ---- | ---- | ---- | ---- | --- | --- | --- | --- | --- |
| 1986/87  | Detroit Pistons    | 82  | 2   | 17,8 | 56,2 | 0,0  | 61,4 | 3,6 | 0,7 | 0,5 | 1,5 | 5,3 |
| 1987/88  | Detroit Pistons    | 82  | 16  | 24,4 | 56,6 | –    | 70,9 | 4,9 | 1,4 | 0,6 | 1,7 | 8,5 |
| 1988/89  | Detroit Pistons    | 67  | 21  | 21,8 | 49,8 | 0,0  | 69,2 | 5,0 | 1,1 | 0,6 | 1,1 | 7,0 |
| 1989/90  | Detroit Pistons    | 82  | 12  | 23,3 | 51,2 | 25,0 | 71,3 | 5,4 | 0,8 | 0,6 | 1,9 | 7,2 |
| 1990/91  | Detroit Pistons    | 74  | 1   | 22,3 | 47,5 | 0,0  | 72,7 | 4,4 | 0,9 | 0,7 | 1,5 | 7,4 |
| 1991/92  | Detroit Pistons    | 72  | 38  | 24,6 | 51,2 | 0,0  | 71,5 | 4,1 | 1,6 | 0,7 | 1,5 | 9,5 |
| 1992/93  | Miami Heat         | 51  | 34  | 27,9 | 50,2 | –    | 79,9 | 6,1 | 1,6 | 0,6 | 1,4 | 8,3 |
| 1993/94  | Miami Heat         | 76  | 45  | 25,1 | 47,7 | 66,7 | 72,9 | 5,4 | 1,8 | 0,7 | 1,0 | 7,7 |
| 1994/95  | Miami Heat         | 75  | 50  | 26,1 | 49,9 | –    | 73,9 | 4,5 | 1,6 | 0,6 | 1,1 | 7,3 |
| 1995/96  | Toronto Raptors    | 25  | 6   | 19,3 | 48,6 | –    | 72,3 | 3,9 | 1,6 | 0,4 | 0,5 | 6,0 |
| 1995/96  | Chicago Bulls      | 17  | 0   | 11,2 | 34,3 | –    | 60,0 | 2,5 | 0,9 | 0,5 | 0,9 | 2,1 |
| 1999/00  | Los Angeles Lakers | 45  | 3   | 6,7  | 36,2 | –    | 75,0 | 1,4 | 0,6 | 0,2 | 0,3 | 1,6 |
| Carrière | Carrière           | 748 | 228 | 22,1 | 50,6 | 21,4 | 71,4 | 4,5 | 1,2 | 0,6 | 1,3 | 7,0 |

### Play-offs
| Seizoen  | Team               | WG  | WS | MPW  | 2P%  | 3P% | FW%  | RPW | APW | SPW | BPW | PPW  |
| -------- | ------------------ | --- | -- | ---- | ---- | --- | ---- | --- | --- | --- | --- | ---- |
| 1986/87  | Detroit Pistons    | 15  | 0  | 20,7 | 50,0 | –   | 64,3 | 4,8 | 0,7 | 0,2 | 1,1 | 6,2  |
| 1987/88  | Detroit Pistons    | 23  | 0  | 27,1 | 53,8 | 0,0 | 71,0 | 6,7 | 0,9 | 0,7 | 1,6 | 7,0  |
| 1988/89  | Detroit Pistons    | 17  | 0  | 23,1 | 58,6 | –   | 66,7 | 4,6 | 0,5 | 0,5 | 1,5 | 8,9  |
| 1989/90  | Detroit Pistons    | 20  | 0  | 27,4 | 47,5 | –   | 75,5 | 5,9 | 1,0 | 0,5 | 1,7 | 9,5  |
| 1990/91  | Detroit Pistons    | 15  | 0  | 20,5 | 54,3 | –   | 60,0 | 4,1 | 0,7 | 0,4 | 1,3 | 7,5  |
| 1991/92  | Detroit Pistons    | 5   | 1  | 29,8 | 45,5 | 0,0 | 82,1 | 6,0 | 2,8 | 0,6 | 2,8 | 12,6 |
| 1993/94  | Miami Heat         | 5   | 5  | 40,2 | 38,6 | –   | 68,8 | 8,0 | 1,6 | 0,4 | 1,0 | 11,0 |
| 1995/96  | Chicago Bulls      | 16  | 0  | 5,3  | 54,5 | –   | 28,6 | 0,7 | 0,4 | 0,1 | 0,1 | 0,9  |
| 1999/00  | Los Angeles Lakers | 18  | 0  | 4,3  | 38,5 | –   | 70,0 | 1,2 | 0,2 | 0,1 | 0,3 | 0,9  |
| Carrière | Carrière           | 134 | 6  | 20,1 | 50,5 | 0,0 | 69,0 | 4,4 | 0,8 | 0,4 | 1,2 | 6,4  |

## Filmografie
4 Dumars · 
10 Rodman · 
11 Thomas · 
15 Johnson · 
22 Salley · 
23 Aguirre · 
24 Williams · 
25 Long · 
34 Dembo · 
40 Laimbeer · 
44 Mahorn · 
53 Edwards · 
Coach Daly
00 Bedford · 
4 Dumars · 
10 Rodman · 
11 Thomas · 
12 Henderson · 
15 Johnson · 
22 Salley · 
23 Aguirre · 
33 Greenwood · 
35 Hastings · 
40 Laimbeer · 
53 Edwards · 
Coach Daly
0 Brown · 
7 Kukoč · 
8 Simpkins · 
9 Harper · 
13 Longley · 
22 Salley · 
23 Jordan · 
25 Kerr · 
30 Buechler · 
33 Pippen · 
34 Wennington · 
35 Caffey · 
53 Edwards · 
54 Haley · 
91 Rodman · 
Coach Jackson
2 Fisher · 
3 George · 
4 Harper · 
5 Horry · 
8 Bryant · 
16 Salley · 
17 Fox · 
20 Shaw · 
34 O'Neal · 
40 Knight · 
41 Rice · 
45 Green · 
Coach Jackson